# Madeleine Weston
Madeleine Weston   (Londres, 3 de juliol de 1940), de casada Cobb i McGovern, és una atleta anglesa, ja retirada, especialista en curses de velocitat, que va competir entre finals de la dècada de 1950 i començaments de la de 1970.
En el seu palmarès destaca una medalla de plata en els 4x100 metres del Campionat d'Europa d'atletisme de 1958, formant equip amb Dorothy Hyman, Marianne Dew i Carole Quinton. També guanyà una medalla de bronze en els 50 metres del Campionat d'Europa en pista coberta de 1969 i, representant Anglaterra, una medalla d'or, una de plata i una de bronze als Jocs de la Commonwealth de 1958 i 1970. El 1958 es proclamà campiona de l'AAA de les 100 iardes.
El 1964 va prendre part en els Jocs Olímpics d'Estiu de Tòquio, on va quedar eliminada en sèries en la cursa dels 100 metres del programa d'atletisme.

## Millors marques
- 100 metres. 11.5" (1957
- 200 metres. 23.5" (?)[2][6]